# 國賓大飯店
國賓大飯店股份有限公司（簡稱國賓大飯店）（The Ambassador Hotel Co., Ltd.），（臺證所：2704），是台灣一家旅館系統業者，在臺北市、高雄市、新竹市等地皆有。最早成立的台北館位於中山北路，1962年開始建設，1964年正式開業，為台灣第一家民營五星級飯店；高雄館於1981年於愛河畔開幕，2000年開設新竹館，為仰德集團之事業。
國賓大飯店由許金德與黃朝琴合資成立。

## 歷任董事長
- 首任：黃朝琴。
- 第二任：許金德。
- 現任：仰德集團第三代許育瑞。

## 國賓大飯店據點

### 新竹國賓大飯店
新竹國賓大飯店籌備十年，耗資新台幣64億元，目前為新竹市第二高大樓建築物（樓高24層/總高度119.7公尺），5分鐘可達新竹車站，距離新竹交流道及新竹科學園區僅15分鐘車程。2017年館內餐廳A cut牛排館獲頒亞太A.A.美食獎評審特別獎。
座落於新竹市東區中華路二段188號。

## 已結束

### 台北國賓大飯店
台北國賓大飯店座落於臺北市中山區中山北路二段63號。
根據吳濁流長篇小說《台灣連翹》所述，戰後初期黃朝琴稱要在台北市中山北路天理教建地蓋「劉銘傳紀念館」，接收土地後利用通貨膨脹，從台灣銀行貸款得了一大筆錢，買下建築材料囤積。然後利用中華民國總統府翻修副主任的地位，將修繕總統府的鐵筋變更使用，為美軍顧問團團長蔡斯蓋宿舍。宿舍蓋好後，黃朝琴將餘下建材的一部份出售，還清台灣銀行的貸款。蔡斯卸任回去後，宿舍被拆除。當時人們以為「這回劉銘傳紀念館必可蓋起來」，蓋起來的卻是台北國賓大飯店。:167-168
1962年12月1日下午4點在臺北市中山北路進行破土典禮，1964年12月2日於下午4點，台北國賓大飯店正式開幕，主體建築樓高12樓。1979年增建新館樓高14樓，可使用房間數共為425間。1983年和高雄國賓大飯店同被交通部觀光局評鑑為五梅級飯店。距離臺灣桃園國際機場僅40分鐘車程，交通便利。2016年館內餐廳粵菜廳獲頒亞太A.A.美食獎評審特別獎。A cut牛排館於2020年獲得米其林指南一星肯定，川菜廳及粵菜廳持續獲米其林餐盤推薦。
2020年11月3日，國賓大飯店董事會決議通過台北國賓大飯店將提出危老改建案申請，是首家提出危老申請的五星級飯店，原址將改建為飯店加住商雙併大樓，並以「飯店加豪宅」概念開發；台北國賓大飯店的牛排館和餐廳則搬家，繼續營運。
台北國賓大飯店於2022年9月15日停止原址營運，2022年11月14日，國賓大飯店啟動台北國賓大飯店危老改建工程。2023年1月30日12時許，國賓大飯店改建工程發生管道間火警意外，並未造成人員傷亡。2023年9月20日新廈動土。

### 高雄國賓大飯店
高雄國賓大飯店座落於高雄市前金區民生二路202號，1981年開幕，地上21層、地下3層，1983年和台北國賓大飯店同被交通部觀光局評鑑為五梅級飯店。1997年獲第一屆金質企業服務獎，並通過ISO 9002國際認證。榮獲國際知名雜誌《Business Traveler》評鑑為高雄地區最清潔舒適、軟體服務最好之五星級國際觀光大飯店。
高雄國賓大飯店交通便利，離高雄車站坐計程車約15分鐘，離高鐵左營站坐計程車約20分鐘，離高雄國際機場坐計程車約25分鐘。
2021年11月15日，國賓大飯店、大陸建設、厚生公司於台北國賓大飯店舉辦高雄國賓大飯店土地共同開發案簽約典禮，採「共同合作、共同開發」模式，於高雄國賓大飯店土地（高雄市前金區後金段533、535地號）重新打造飯店加飯店式服務豪宅，初步規劃比照台北國賓大飯店提出危老改建案申請。
2022年10月27日，國賓大飯店宣布，高雄國賓大飯店於2023年1月31日歇業，並比照臺北國賓大飯店改為「飯店加豪宅」形式營運。

## 外部連結
- 台北國賓大飯店 （页面存档备份，存于）（繁體中文）（日語）（英文）
  - 國賓大飯店的Facebook專頁
  - 台北國賓大飯店的Instagram帳戶
  - YouTube上的ambhotel頻道
- 新竹國賓大飯店 （页面存档备份，存于）
  - 新竹國賓大飯店 臺灣旅宿網 （页面存档备份，存于）
  - Ambassador Hotel Hsinchu 新竹國賓大飯店的Facebook專頁
  - 新竹國賓大飯店的Instagram帳戶
- 高雄國賓大飯店 （页面存档备份，存于）
  - 高雄國賓大飯店  臺灣旅宿網 （页面存档备份，存于）
  - Ambassador Hotel Kaohsiung 高雄國賓大飯店的Facebook專頁
  - 高雄國賓大飯店的Instagram帳戶
- 台灣公司資料 （页面存档备份，存于）